# Economía de San Martín
La economía de San Martín, dividida entre la parte francesa (del lado norte) y la holandesa San Martín (lado sur), depende principalmente del turismo. Durante más de dos siglos, las principales exportaciones de productos básicos han sido generalmente productos salados y productos locales, como el azúcar.
Hasta que la isla fue golpeada por el huracán Irma en 2017 y el brote de COVID-19 en 2020, que detuvo el crucero, el turismo representó el 80% de la economía y aproximadamente cuatro quintas partes de la fuerza laboral se dedicaron a ese sector. Como una isla en el Mar Caribe, San Martín disfruta del tipo de clima y geografía natural que apoya el turismo. Su proximidad al resto del Caribe también ha proporcionado beneficios económicos con su aeropuerto más grande, el Aeropuerto Internacional Princesa Juliana en el lado holandés de Sint Maarten, que sirve como la principal puerta de entrada a las Islas de Sotavento. Los cruceros más grandes posteriores a Panamax hicieron paradas regulares en la isla. La isla ofrece compras libres de impuestos y existen pocas restricciones comerciales para obstaculizar el crecimiento. Aunque las partes francesa y holandesa difieren ligeramente en términos de sus economías y tipos de turistas, comparten la laguna más grande del Caribe, que es frecuentada por yates.
En 2013, casi 1.8 millones de visitantes llegaron a la isla en un crucero y aproximadamente 500,000 visitantes llegaron a través del Aeropuerto Internacional Princesa Juliana. Los cruceros y yates también visitan los numerosos puertos y puertos de Saint Martin. La agricultura limitada y la pesca local significa que casi todos los alimentos deben importarse. También se importan recursos energéticos y productos manufacturados. La parte holandesa de la isla tiene el ingreso per cápita más alto entre las cinco islas que anteriormente conformaban las Antillas Neerlandesas.

## Huracán Irma (2017)

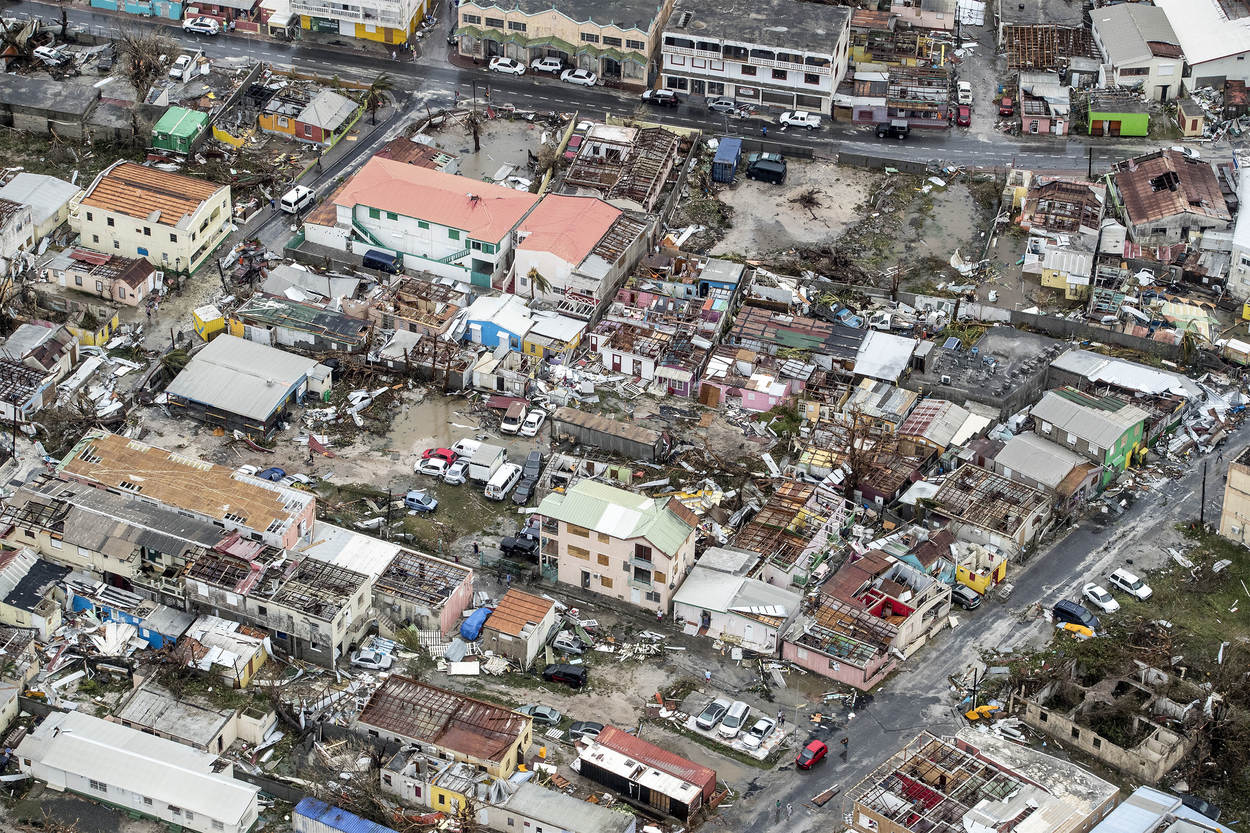
Grandes daños a edificios en Sint Maarten el 7 de septiembre de 2017, horas después de que el Huracán Irma tocara tierra en la isla.

El 6 de septiembre de 2017, la isla fue golpeada por el huracán Irma (Categoría 5 en tierra), que causó daños generalizados y significativos, estimados en $ 3 mil millones, a edificios e infraestructura. Hasta el 9 de julio de 2018 se había informado de un total de 11 muertes. El Ministro del Interior de Francia, Gérard Collomb, dijo el 8 de septiembre de 2017 que la mayoría de las escuelas fueron destruidas en la mitad francesa de la isla. Además de los daños causados por los fuertes vientos, hubo informes de daños graves por inundación a las empresas en la aldea de Marigot. El Washington Post informó que el 95% de las estructuras en el lado francés y el 75% de las estructuras en el lado holandés fueron dañadas o destruidas.
Algunos días después de que la tormenta había cesado, una encuesta realizada por la Cruz Roja Holandesa estimó que casi un tercio de los edificios en Sint Maarten habían sido destruidos y que más del 90% de las estructuras en la isla habían sido dañadas. El Aeropuerto Internacional Princesa Juliana sufrió graves daños, pero se volvió a abrir de manera parcial en dos días para permitir los vuelos de socorro entrantes y los vuelos que llevarían a los evacuados a otras islas. Para marzo de 2018, gran parte de la infraestructura del territorio estaba funcionando nuevamente.

## Historia
En la década de 1630, justo después de la colonización de los holandeses, la Compañía Neerlandesa de las Indias Orientales comenzó importantes operaciones de extracción de sal en la isla, lo que a su vez hizo que la isla fuera más atractiva para los españoles (que querían controlar el comercio de sal, se produjo una guerra de quince años) . Cuando los españoles se fueron en 1648, los holandeses y los franceses restablecieron su presencia. A finales del siglo XVII, el algodón, el tabaco y el azúcar se cultivaban en la isla.
Hasta la década de 1950, la actividad económica de la isla se basa en dos actividades principales, la agricultura (azúcar) y la explotación de la sal.
A principios del siglo XX, sufrió una depresión económica porque las salinas solo proporcionaban una vida para una población limitada y el trabajo era estacional. Los segmentos más pobres de la población migran para trabajar en las islas vecinas.
La Segunda Guerra Mundial sacó a la isla de su aislamiento. En 1939, la isla quedó libre de impuestos, lo que hizo que las transacciones fueran económicas. Durante y después de la guerra, el comercio con los Estados Unidos se intensificó hasta el punto de que se convirtieron en el único proveedor de la isla debido al bloqueo de las Fuerzas Aliadas. Este período fue próspero para muchos comerciantes de mercancías, como cigarrillos, telas y alimentos.
Cuando la paz regresó, la isla aprovechó un mercado turístico estadounidense atraído por el clima y el medio ambiente del Caribe. De 1950 a 1970, el desarrollo del hotel se realizó principalmente en la parte holandesa. Luego, las leyes de exención de impuestos permitieron un auge inmobiliario en el lado francés.
Los principales centros comerciales son Philipsburg y Simpson Bay en el lado neerlandés/sur y Marigot y Grand Case en el lado francés/norte de la isla.

## Monedas
La moneda oficial y el curso legal en la Colectividad de San Martín (norte de Francia) es el euro que reemplazó al franco francés en 2002. San Martín es parte de la eurozona y de la Unión Europea. Está fuera del espacio Schengen y del área del IVA de la UE.
En Sint Maarten (sur neerlandés), el florín antillano neerlandés (ANG) ha sido la moneda oficial desde 1940. Está vinculado al dólar de los Estados Unidos. Sint Maarten no es parte de la UE o la eurozona.
El dólar estadounidense también se usa comúnmente en ambos lados de la isla.

## Turismo
Ambos lados de la isla dependen en gran medida del turismo, pero la parte francesa de la isla se está quedando atrás económicamente, ya que el aeropuerto principal, los casinos y las instalaciones para cruceros más grandes se encuentran en la parte holandesa de la isla. St. Maarten es un destino importante para grandes cruceros en el Caribe.
La mayoría de los turistas provienen de los Estados Unidos, lo que hace que la isla esté altamente expuesta al ciclo económico de los Estados Unidos. Además, su nivel de crecimiento potencial es bajo, ya que es difícil alcanzar ganancias sustanciales de productividad en el sector de servicios. El huracán Irma golpeó fuertemente el turismo en 2017, que destruyó la mayor parte de la infraestructura de la isla, y se estaba recuperando lentamente cuando la pandemia de COVID-19 en 2020 puso fin, al menos temporalmente, a los cruceros y a otros tipos de turismo.
El sur holandés es conocido por sus casinos, bebidas exóticas, joyas y vida nocturna, mientras que el norte francés lo es más por sus playas, tiendas y restaurantes. Es reconocido por tener la mejor cultura alimentaria en el Caribe.
En el sur neerlandés, hay 37 playas, mientras que en el norte francés se permite tomar el sol en topless y Orient Bay tiene una playa nudista. En la frontera entre los territorios francés y neerlandés se encuentra la laguna más grande del Caribe, Simpson Bay, que atrae a turistas con yates.

### Turismo de cruceros
Durante la temporada de cruceros 2014/2015, el turismo de cruceros generó casi $ US423 millones en ingresos directos. Durante todo el año de crucero 2014/2015, los 1.85 millones de pasajeros de cruceros que visitaron St. Maarten gastaron un total de $ US354.7 millones y la tripulación estimada de 377,390 que visitaron St. Maarten gastó un total estimado de $ US45.0 millones.
El turismo de cruceros en St. Maarten generó empleo directo para 4,897 residentes que ganaron $ 101.6 millones en salarios anuales. Agregando la contribución indirecta que resulta del gasto de aquellos negocios locales que son receptores directos de los gastos de pasajeros, tripulación y líneas de cruceros, el turismo de cruceros directos generó una contribución total de empleo de 9,259 empleos y $ 189.1 millones en ingresos salariales en St. Maarten durante el año de crucero 2014/2015.
Este análisis denominado "Contribución económica del turismo a las economías de destino" del gasto relacionado con los cruceros y su impacto en las economías de los destinos participantes fue realizado por Business Research and Economic Advisors (BREA) en representación de Florida-Caribbean Cruise Association ( FCCA) y los destinos de cruceros participantes un análisis.
El grupo de compañías de Port St. Maarten informó que la comparación Y2Y (2014-2015) muestra que una disminución del 5% en los pasajeros de cruceros que visitan St. Maarten en 2015.
Según el Departamento de Estadística del Gobierno de St. Maarten, las llegadas de cruceros en el primer trimestre de 2016 disminuyeron un 15,2%.

## Impacto económico del aeropuerto
El Aeropuerto Internacional Princesa Juliana, que se encuentra en el lado neerlandés/sur de la isla, es la puerta de entrada principal por vía aérea a St. Maarten y otras islas de Sotavento. El aeropuerto se llama 'SXM Airport' para abreviar, manejó 1,795,117 pasajeros en 2014. Es un contribuyente crucial para la economía de St. Maarten.
En 2014, el aeropuerto SXM y sus usuarios representan un impacto total del 60% del PIB de St. Maarten, el 32,8% del PIB de la balanza de pagos / neto, el 7,5% del PIB de los ingresos del gobierno, el 52,0% del empleo total.
En 2014, el aeropuerto en sí tiene ingresos de 106,954,353 ANG (USD 59,751,353) e ingresos netos 8,737,639 ANG (USD 4,881,362). Empleaba a 268 personas.

## Importaciones
San Martín depende de las importaciones y es especialmente vulnerable a las fluctuaciones de precios tanto del petróleo como de los alimentos.

## Compañías
Winair (Windward Island Airways), una importante aerolínea regional en el Caribe, tiene su sede en Sint Maarten.
Toda la isla tiene más de 300 restaurantes y se considera un centro económico para el Caribe.
Debido al Acuerdo de Concordia (1648) y las políticas implementadas por los holandeses en la década de 1980, hay muy pocas restricciones comerciales.

## Impuestos
El sistema impositivo de St. Maarten (neerlandés/sur) consiste en impuestos sobre corporaciones e impuestos sobre individuos. A efectos fiscales, las empresas se clasifican como residentes o no residentes. Los impuestos sobre las sociedades son el impuesto sobre la renta (inkomstenbelasting), el impuesto sobre beneficios (winstbelasting), el impuesto sobre dividendos (dividendbelasting) y el impuesto sobre el volumen de negocios de la empresa (belasting op bedrijfsomzetten o BBO). El impuesto sobre el volumen de negocios (BBO) se aplica a la entrega de bienes y todos los servicios prestados "dentro del territorio" por empresarios residentes o no residentes dentro del alcance de su negocio. La tasa de BBO es del 5%. Uno de los impuestos sobre las personas es el impuesto sobre la nómina (loonbelasting). Se aplica un impuesto de habitación del 5% (logeergastenbelasting) a los huéspedes no residentes de hoteles y otras casas de huéspedes, incluidos los alquileres de villas y condominios de vacaciones. Los huéspedes de tiempo compartido pagan una tarifa fija de NAF 90 (USD 50) por semana que se incluye en la tarifa de mantenimiento anual. La gasolina y los cigarrillos están sujetos a un impuesto especial. Se aplica un impuesto de transferencia (overdrachtsbelasting) del 4% sobre la transferencia de bienes inmuebles. Además, hay un impuesto a la propiedad inmobiliaria (grondbelasting). Este impuesto anual se aplica sobre el valor de los bienes inmuebles. La tasa impositiva asciende al 0,3% del valor de las propiedades no mejoradas y de los terrenos mejorados con estructura, y se le cobra al propietario de las propiedades. Una persona que hereda dinero o propiedad del patrimonio de una persona que ha fallecido tiene que pagar el impuesto a la herencia (éxito sucesivo).
El entorno fiscal de la colectividad de San Martín (francés/norte) La colectividad no está autorizada para votar en las normas fiscales que son retroactivas. Posibilidad de que las empresas obtengan un fallo oficial (premio de posición oficial) con respecto a su situación, lo que garantiza que el sistema tributario que se les aplica no se modificará en el futuro. Existencia de una extensa jurisprudencia prestada durante un período de varias décadas por el sistema de justicia francés, y que casi siempre es transferible localmente, ya que las normas fiscales locales se basan, en su mayor parte, en conceptos y definiciones que son idénticos a los prescritos por las leyes fiscales en Francia. Impuesto sobre la renta de la empresa: la base impositiva que se limita a las ganancias obtenidas en Saint-Martin. Exención casi total para dividendos y ganancias de capital en la venta de participaciones. Tasas de impuestos: 10% o 20%. Traslado de pérdidas que es ilimitado en tiempo y cantidad. Una tasa impositiva del 10% para los ingresos de los derechos de propiedad industrial (patentes, marcas registradas) y derechos de autor, así como los derechos para la producción de objetos utilizando la tecnología de impresión 3D. Una tasa impositiva del 10% para los ingresos de valores que dan acceso al capital (bonos convertibles, bonos con warrants). Repatriación de beneficios libre de impuestos: ausencia de cualquier retención de impuestos para pagos a beneficiarios residentes fuera de Saint-Martin, sobre dividendos, intereses o regalías. Concesiones fiscales para la inversión: esquema de "exención de impuestos" equivalente a un sistema de "exención de impuestos" (exención del impuesto de sociedades siempre que el monto agregado de la renta imponible sea menor que el monto de las inversiones productivas realizadas). Exención del impuesto a la propiedad por cinco años para locales comerciales nuevos. Reducción del impuesto de transferencia en la adquisición de tierras con fines de actividades prioritarias. No hay impuesto sobre las importaciones: además de un impuesto específico sobre los productos de la gasolina, no se aplica ningún impuesto sobre la introducción de bienes en el territorio de la colectividad. Del mismo modo, el impuesto TGCA (un impuesto indirecto similar en algunos aspectos al IVA) no se aplica a las importaciones de bienes.

## Deuda
El 2 de noviembre de 2006, el gobierno holandés apartó a 65 millones de florines (NAF) para pagar las deudas de St. Maarten. La parte holandesa de la isla se convirtió en un país dentro del Reino de los Países Bajos en 2010. Si bien esto fue beneficioso en algunos aspectos, la decisión ha trasladado más responsabilidades a la isla y con ellas, más deuda. Desde que St. Maarten se convirtió en un país autónomo en 2010, nunca ha tenido un presupuesto equilibrado y ha acumulado una deuda de 200 millones de florines (NAF) según un comunicado del ministro de Finanzas en diciembre de 2015.